# Enicospilus hawaiensis
Enicospilus hawaiensis är en stekelart som först beskrevs av William Harris Ashmead 1900.  Enicospilus hawaiensis ingår i släktet Enicospilus och familjen brokparasitsteklar. Inga underarter finns listade i Catalogue of Life.